# Torri della corte di giustizia dell'Unione europea
Le torri della corte di giustizia dell'Unione Europea sono un insieme di due torri gemelle  dalla forma a parallelogramma alte ambedue 103 metri costruite a Lussemburgo, nel distretto di Kirchberg dal 2004 al 2008.
Ospitano i locali della Corte di giustizia dell'Unione europea su 27 piani. Gli edifici sono stati progettati dall'architetto francese Dominique Perrault. Dal 2014 sono gli edifici più alti del Lussemburgo e gli unici grattacieli del paese.